# Řád zähringenského lva
Řád zähringenského lva (německy Orden vom Zähringer Löwen) byl bádenský řád. Založil ho 26. prosince 1812 velkovévoda Karel Fridrich Bádenský jako všeobecně záslužný řád. Řád byl pojmenován na památku bádenského vévodského rodu Zähringů, kteří v Bádensku vládli od roku 1073 až do konce monarchie v roce 1918. Spolu s pádem monarchie zanikl i řád. Dělil se do pěti tříd.

## Vzhled řádu
Odznakem je zlatý tlapatý kříž se zlatými ornamenty mezi rameny. Kříž nebyl smaltován, ale byl vyložen zeleným sklem. Ve středovém medailonu byla miniatura zříceniny hradu Zähringen, podle kterého se zve celá vládnoucí dynastie. Na aversu odznaku je pak vyobrazen zlatý lev. Za vojenské zásluhy byly mezi ramena kříže vkládány dva zkřížené meče. Za výjimečné zásluhy byl řád udělován ve verzi s brilianty.
Hvězda velkokříže je stříbrná a osmicípá, ve středu je zlatý lev, okolo nějž se vine nápis FÜR EHRE UND WAHRHEIT (Za čest a pravdu). Hvězda komandéra I. třídy je čtyřcípá s řádovým křížem na středu. Barva stuhy je zelená s oranžovými postranními pruhy.

## Třídy a způsoby nošení
Řád byl udělován v celkem pěti třídách. Za válečné zásluhy se k němu připojovali meče.
- Velkokříž – s odznakem na velkostuze a hvězda
- Komandér I. třídy – odznak zavěšený u krku a hvězda
- Komandér II. třídy – odznak zavěšený u krku
- Rytíř I. třídy – odznak na stuze na prsou
- Rytíř II. třídy – odznak (kříž provedený ve stříbře) na prsou.[1]

Od roku 1877 byl nejvyšším stupněm tohoto řádu Řád Bertholda I., a to až do roku 1896, kdy se tento osamostatnil.

## Galerie

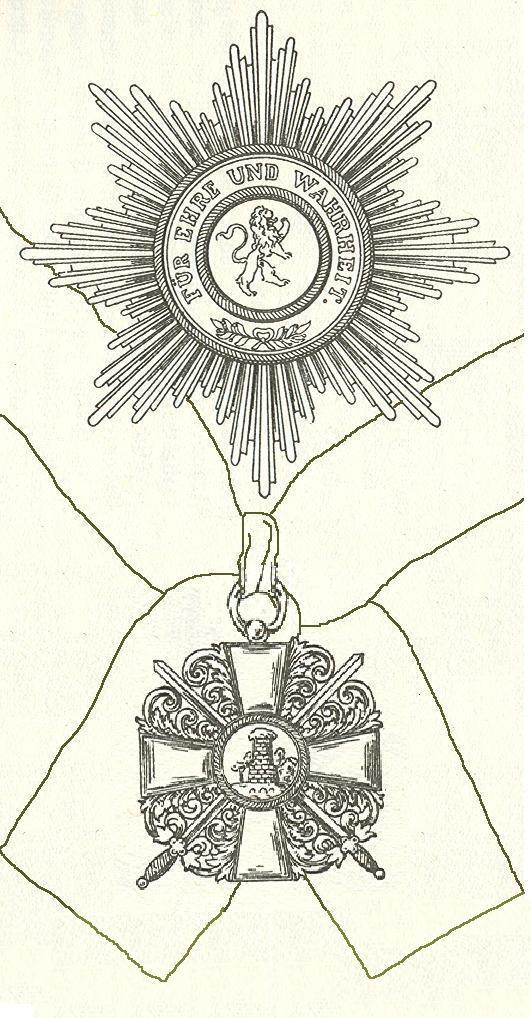
Hvězda velkokříže řádu a řádový odznak s velkostuhou
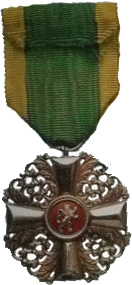
Revers řádového odznaku (rytířská třída)